# Gennes (Maine-et-Loire)
Gennes korábbi község Franciaország Loire mente régiójában, Maine-et-Loire megyében. 2016. január 1-jén négy másik korábbi községgel egyesült és Gennes-Val-de-Loire új község része lett.
Lakosainak száma 2415 fő (2018. január 1.). Gennes Louresse-Rochemenier községgel határos.

## Népesség
A település népességének változása:
| Lakosok száma | 1457 | 1447 | 1592 | 1734 | 1867 | 1960 | 2254 | 2335 | 2401 | 2415 |
|               | 1962 | 1968 | 1975 | 1982 | 1990 | 2008 | 2013 | 2015 | 2017 | 2018 |